# Glicoproteină

Opt zaharide întâlnite adesea în structura glicoproteinelor

Glicoproteinele sunt proteine care conțin catene de oligozaharide (glicani, ca și grupe prostetice) atașate covalent de catenele laterale polipeptidice. Procesul prin care un carbohidrat se fixează de proteină se numește glicozilare. Printre glicoproteine se numără albuminele din ou și din ser, precum și unele globuline din ser care conțin carbohidrați.

## Exemple
Un exemplu de glicoproteine întâlnite în corp sunt mucinele, care sunt secretate în mucusul tracturilor respiratorii și digestive. Când se atașează de mucine, zaharidele dau o capacitate mare de reținere de apă și de asemenea le fac și rezistente la proteoliza datorată de enzimele digestive.

### Hormoni
Printre hormonii care sunt glicoproteine se numără:
- Hormonul foliculostimulant (FSH)
- Hormonul luteinizant (LH)
- Tirotropina (TSH)
- Gonadotropina corionică umană (HCG)
- Alfa-fetoproteina (AFP)
- Eritropoietina (EPO)

## Funcții
Glicoproteinele pot avea diverse funcții: pot fi proteine structurale (colagenul), pot fi agenți protectori (mucinele), pot fi molecule de transport (transferina și ceruloplasmina), pot fi hormoni (vezi mai sus), enzime, sau imunoglobuline, etc.:524